# 中島郁
中島 郁（なかしま かおる）は、日本の実業家、企業内起業家、コンサルタント。ネクトラス株式会社 代表取締役。

## 来歴など
- 1995年 社会人留学で、米国マサチューセッツ州バブソン大学で経営学修士 MBAを取得[2] バブソン大学日本同窓会 理事（現任）
- 留学の前後で、ベンチャー、中堅企業数社にて、新規事業責任者、経営企画室長、社長補佐、マーケティング責任者等を歴任。どの会社でも新規事業または組織立上げに関与
- 1999年 日本トイザらス株式会社　マーケティング責任者として、新規部門を立ち上げ
- 2000年 トイザらス・ドット・コム ジャパン株式会社、設立 （Toys"R"Us.com LLC.、日本トイザらス、日本マクドナルド、ソフトバンクイーコマースの合弁会社として）[3]
- 2002年 最大手テレビショッピングのジュピターショップチャンネル株式会社、執行役員本部長（EC、番組編成、マーケティング、新規事業等担当）[4][5]
- 2010年 NASDAQ上場のECのソリューションプロバイダー　GSI Commerce（2011年eBayに買収され、eBay Enterpriseに名称変更)[6]、アジア太平洋代表兼日本法人社長[7]
- 2012年 インプレス社 ネットショップ担当者フォーラム　プログラム委員[8]
- 2012年 ネクトラス株式会社を設立し、代表取締役（現任）[9]　新規事業／組織の立上げ、事業の構想から戦略、体制作り、マーケティング、EC・オムニチャネルのコンサルティングを行う

- 2013年 三越伊勢丹グループ　役員兼WEB/EC事業部長 （2012年からコンサルタントとして関与し、そのまま、役員事業部長に就任）[10][11][12][13]
- 2013年 オンラインニュースメディア　ファッションヘッドライン株式会社[14] [15]取締役
- 2020年より 東京都系TOKYO創業ステーション「Startup Hub Tokyo」コンセルジュ[16]
- 2023年より インプレス社主催「ネットショップ担当者アワード」選考委員長[17][18]
- いくつかの大学で非常勤講師として「起業論」「Eコマース論」を担当

## 著書、連載
- 2022年「いちばんやさしいEC担当者の教本 人気講師が教える新任1年目に身につけたい実務と知識 (いちばんやさしい教本)」（インプレス）[19][20]
- 2016年「改訂版 ネットショップ検定 公式テキスト-レベル1対応」[21]（一般財団法人ネットショップ能力認定機構）
- 2013年「通販エキスパート検定 準1級(ECマーケティング編)」公式テキスト[22]（一般社団法人通販エキスパート協会）

### 連載コラム：
- 翔泳社 ECzine　「失敗したから語れるECのこと」[23]
- ECのミカタ　「ECの人材と育成について」[24]
- 月刊ストアーズレポート　「デジタル前提でないDX論」[25]
- CommercePick　「ECの立て直しにおける３つのフェーズとは」[26]
- 日経BP社 日経クロストレンド 「起業家相談カフェ」[27]
- インプレス ネットショップ担当者フォーラム 「EC部長が担当者に読んでもらいたいこと」[28]
- 翔泳社 ECzine（トップの本気を実現する経営幹部向け）小売業のためのEC入門[29]

## 主なイベント
- 本気でECに取り組む研究会　設立メンバー・講師[30]
- イーコマースフェア　講演[31]
- ECのミカタ カンファレンス　基調講演[32]
- インプレス社 ネットショップ担当者フォーラム　パネルモデレーター
- Shopify partners ロードショー　講演[33]
- 武蔵大学 寄付講座「既存組織内における新規案件の進め方」[34]　講師
- 百貨店経営研究会　講演[35]
- DIGIDAY MODERN RETAIL FORUM　基調講演[36]
- 日本百貨店協会「百貨店デジタル戦略フォーラム」講演[37]
- 公益社団法人 日本通信販売協会（JADMA)「第1回トップマネジメントセミナー」講演
- ラジオ日本「SPARK IGNITION」出演
- グロービス　ビデオ講座　講師[38][39]
- 翔泳社 ECzine Day　基調パネルディスカッション
- Adobe Marketing Cloud Data Driven Forum　基調講演
- インプレス社 ネットショップ担当者フォーラム　基調講演[40]
- 通販ソリューションフェア　基調講演

## 特記など
- 新卒で入ったベンチャー企業で、新規事業を繰り返し担当し、新規事業や組織の立上げ、急成長事業のマネジメントが専門となる。
- ベンチャーから外資、そして老舗企業と、通常と反対の流れでキャリアを構築した。
- 新規事業の文脈で担当していたECの評価が高く、結果として、2つ（トイザらスとジュピターショップチャンネル）の大規模ECの立上げと成長、1つ（三越伊勢丹）の大規模ECの立て直しを行った。３つの10億円を超える大型ECの事業責任者の経験はおそらく国内では唯一と言われ、ECやオムニチャネルの第一人者として知られている。
- 新規事業や組織の立上げ、急成長事業のマネジメントのコンサルティングを強みとしているが、ECやオムニチャネルの実績から、ECやオムニチャネルのコンサルタントとして活動することが多い。[41][42][43]
- VentureCafeTokyoのメンター[44]やTOKYO創業ステーション「Startup Hub Tokyo」コンセルジュ[16]を始め、起業支援をプライベートでもボランティア的に行っている。